# Анвар Фаткуллін
Анвар Асадуллович Фаткуллін  (5 серпня1922 — 21 грудня 1986) — полковник Радянської армії, учасник Німецько-радянської війни. Герой Радянського Союзу, кавалер орденів Леніна і двох Червоного Прапора. Член КПРС з 1945 року.

## Біографія

### Ранні роки
Анвар Асадуллович Фаткуллін народився 5 серпня 1922 року у селянській сім'ї у селі Буздяк Белебеївського кантона Башкирськой АРСР (нині — село Старий Буздяк Буздяцького району Башкортостана). По національності татарин. Де й закінчив школу, дев'ять класів. Після закінчення школи поїхав у Бєлорєцьк, де став працювати і одночасно вступив на навчання до аероклубу.
Брав участь в боях на Калінінському, Воронезькому, Степовому, 2-му і 1-му Українському фронтах. У 1943 році отримав звання молодшого лейтенанта. 20 жовтня того ж року «за мужність проявлену при виконанні 50 успішних бойових вильотів» був нагороджений орденом «Червоного Прапора».
У 1944 році Анвар Фаткуллін отримав звання старший лейтенант і був призначений заступником командира ескадрильї 140-го гвардійського штурмового авіаційного полку (8-а гвардійська штурмова авіаційна дивізія, 1-й гвардійський штурмовий авіаційний корпус, 2-а повітряна армія, 1- й Український фронт).
До січня 1945 старший лейтенант Анвар Фаткуллін виконав 148 успішних бойових вильотів. За весь період бойових дій брав участь у 23 групових повітряних боях і при цьому знищив 8 літаків противника.

### Подвиг
13 січня 1945 року група в складі чотирьох Іл-2, ведучий старший лейтенант Фаткуллін, при прориві лінії оборони супротивника на Кельцевському напрямку в районі Токарня, незважаючи на погані погодні умови, знижуючись до поприземного, по дорозі Халупки-Острув обстріляла до тридцяти возів і на станції Хенцини від прямого попадання скинутих бомб був підірваний один залізничний ешелон з паровозом, в ході якого були знищені і пошкоджені три автомашини з військами і вантажами, п'ять возів і розкидано. Також при цьому були частково знищені близько двадцяти солдатів і офіцерів супротивника.
Указом Президії Верховної Ради СРСР від 10 квітня 1945 року старшому лейтенанту Анвару Асадулловичу Фаткулліну присвоєно звання Героя Радянського Союзу з врученням медалі «Золота Зірка» і ордена Леніна.

### Подальше життя
Після закінчення війни Анвар Фаткуллін продовжував служити у Військово-повітряних силах. У 1950 році закінчив Вищі офіцерські льотно-тактичні курси. У 1956 році закінчив Центральні льотно-тактичні курси командирів авіаційних полків. У 1973 році Фаткуллін пішов у запас у званні полковника. Проживав і працював у Луцьку (Волинська область). Анвар Асадуллович Фаткуллін помер 21 грудня 1986 року.

## Нагороди
- Герой Радянського Союзу (10 квітня 1945):
  - Медаль «Золота Зірка»
  - Орден Леніна
- два Ордена Червоного Прапора (7 грудня 1943, 25 квітня 1945)
- Орден Олександра Невського[1]
- два Ордена Вітчизняної війни I ступеня (5 травня 1944, 11 лютого 1985);
- Орден Вітчизняної війни II ступеня (16 липня 1943)
- два Ордена Червоної Зірки (28 грудня 1943 ,????)
- Медаль «За взяття Берліна» (6 грудня 1945)
- Медаль «За визволення Праги» (6 грудня 1945)

## Пам'ять
У рідному селі Старий Буздяк, в честь героя, був встановлений пам'ятник.